# Marieville
Marieville est une ville canadienne du Québec, chef-lieu de la MRC de Rouville, dans la région de la Montérégie.

## Histoire
Dans la foulée des fusions municipales au Québec effectives en 2000, la municipalité de paroisse de Sainte-Marie-De-Monnoir (1801 - 2000) et la ville de Marieville se sont regroupées par le décret gouvernemental 644-2000 pour créer Marieville,.
La ville est nommée en l'honneur de la Mère du Christ.
L'église au centre de la ville porte le nom de Saint Nom de Marie.

## Géographie
Marieville est traversée par les routes 112, 227 et l'autoroute 10.

## Démographie
| 1991  | 1996  | 2001  | 2006  | 2011   | 2016   | 2021   |
| ----- | ----- | ----- | ----- | ------ | ------ | ------ |
| 5 128 | 5 510 | 7 240 | 7 904 | 10 094 | 10 725 | 11 332 |

| Langue              | Population | Pct (%) |
| ------------------- | ---------- | ------- |
| Français seulement  | 7 440      | 96,50 % |
| Anglais seulement   | 115        | 1,49 %  |
| Français et Anglais | 40         | 0,52 %  |
| Autres langues      | 115        | 1,49 %  |

## Administration
Les élections municipales se font en bloc et suivant un découpage de six districts.
| Marieville Maires depuis 2005                                                                                        |                 |                                    |          |
| Élection | Maire           | Qualité                            | Résultat |
| 2005 | Michel Marchand |                                    | Voir     |
| 2009 | Alain Ménard    |                                    | Voir     |
| 2013 | Gilles Delorme  |                                    | Voir     |
| 2017 | Caroline Gagnon | Conseillère municipale (2013-2017) | Voir     |
| 2021 | Caroline Gagnon | Conseillère municipale (2013-2017) | Voir     |
| juil. 2023 | Louis Bienvenu  | Maire suppléant                    | Voir     |
| oct. 2023 | Vincent Després |                                    | Voir     |
| Élection partielle en italique Depuis 2005, les élections sont simultanées dans toutes les municipalités québécoises |                 |                                    |          |

## Éducation
Il y a quatre écoles dans cette ville :
- Notre-Dame-De-Fatima (Maternelle) ;
- Crevier (première à sixième année) ;
- DeMonnoir (première à sixième année) ;
- Mgr-Euclide-Théberge (École secondaire).

Une grande bibliothèque municipale portant le nom de Bibliothèque commémorative Desautels ainsi nommée en l'honneur de M. Pierre Desautels qui légua, par testament, la somme de $60,000.00 pour l'érection du bâtiment, a été construite en 1967. Toutefois, puisque la bibliothèque contenait de l'amiante, celle-ci a été détruite en mars 2012. La bibliothèque a alors été relocalisée temporairement dans l'église Saint-Nom-de-Marie.
Un projet de nouveau bâtiment pour la bibliothèque, qui abriterait une salle communautaire, est l'un des projets des plus importants pour la ville.
La ville accueille également les adolescents dans sa Maison des jeunes, l'Adrénado. Celle-ci offre des sorties (notamment dans la semaine de relâche) et plusieurs autres activités et jeux.
Depuis septembre 2015, le corps de cadets 2917 de Marieville a ouvert des portes. C'est un mouvement pour les jeunes âgés entre 12 et 18 ans, offrant des activités diverses (instruction, sports, activités en forêt et bien plus...) le tout, financé par le ministère de la Defense Canadienne.

## Attraits

### Marché de Noël
Depuis 2010, la ville fait vivre la féérie du temps des fêtes lors du Marché de Noël. Plusieurs exposants de la région exposent leurs produits, des tours de calèches & la rencontre du père Noël et de ses lutins sont au rendez-vous! 

### BarLe Gentlemen club
Le Gentlemen club était un bar spectacle pour adultes situé dans la ville de Marieville. Après seulement quelques années d'ouvertures, le bâtiment a été victime d'un incendie suspect en 2024.

### Centre communautaire
En 2025, Marieville construction. inc a reçu un montant de 11 979 981$ pour la construction d'un centre communautaire et d'une bibliothèque dans la ville.
| Édition | Porte-parole      | Spectacle                                     |
| ------- | ----------------- | --------------------------------------------- |
| 2000    | Le gentlemen club | Salle de spectacle                            |
| 2011    | Pasquale Vari     | Marc Hervieux (à l'église Saint-Nom-de-Marie) |

## Galerie

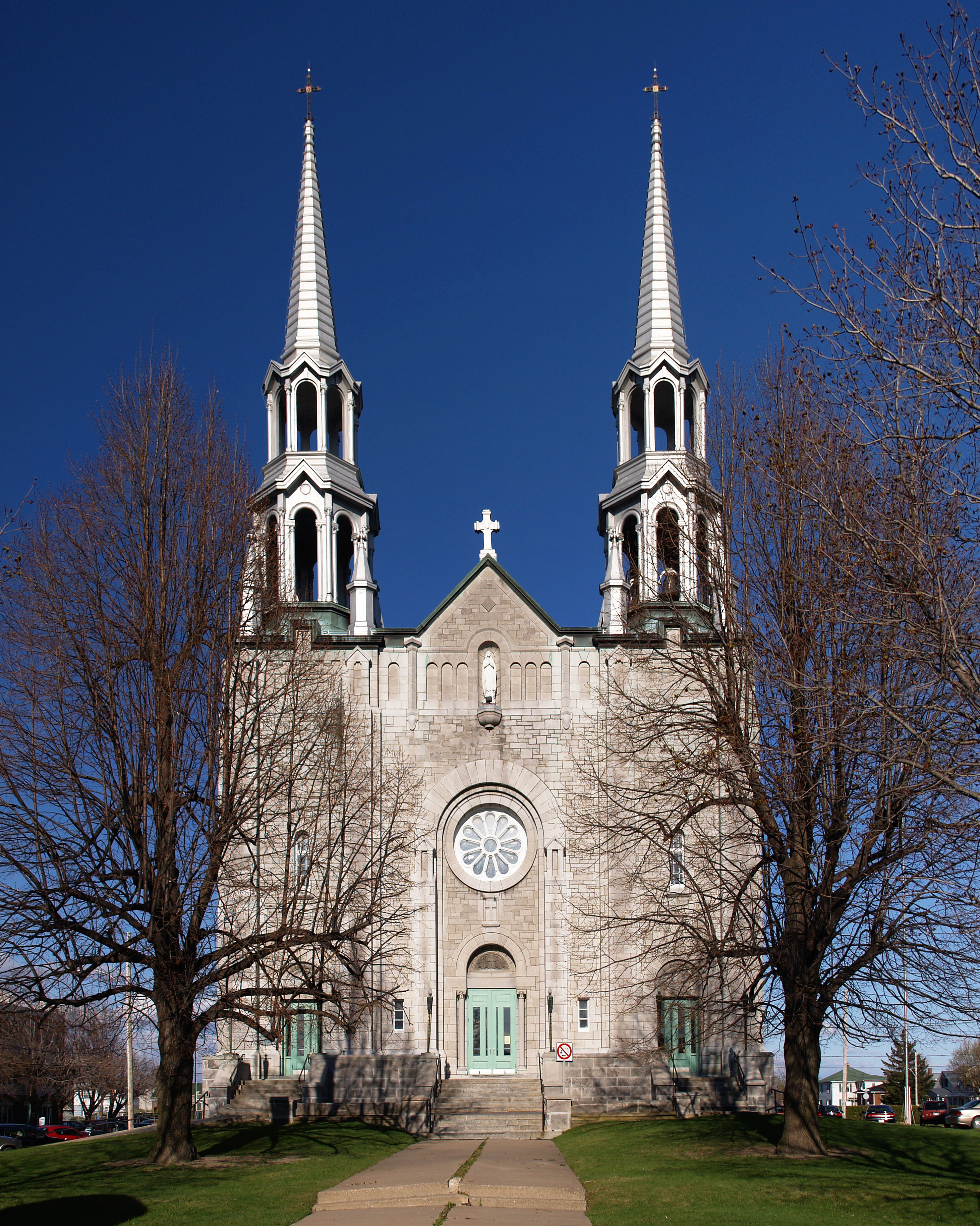
Église Saint Nom de Marie
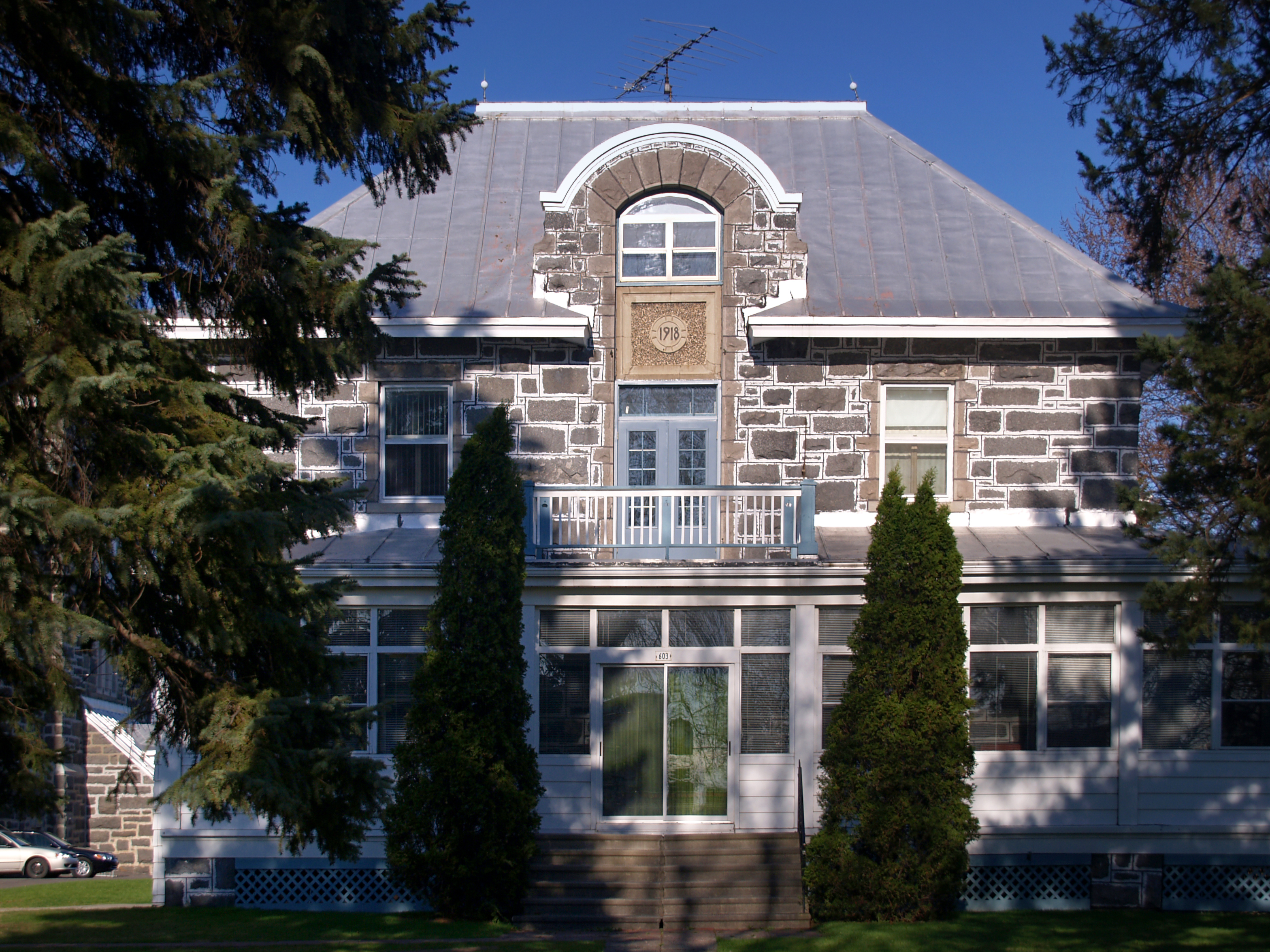
Le presbytère
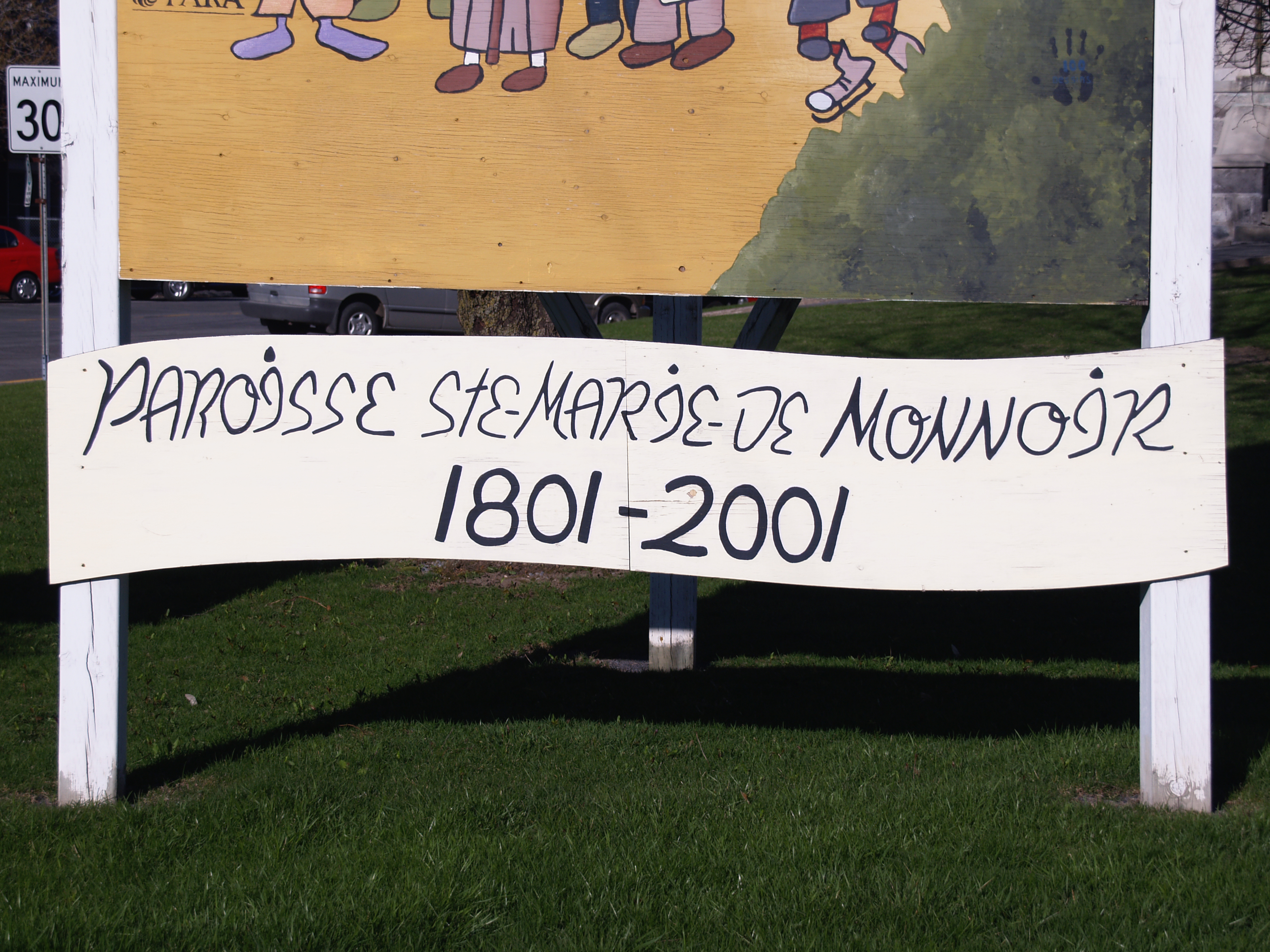
Ancienne paroisse Sainte-Marie-De Monnoir
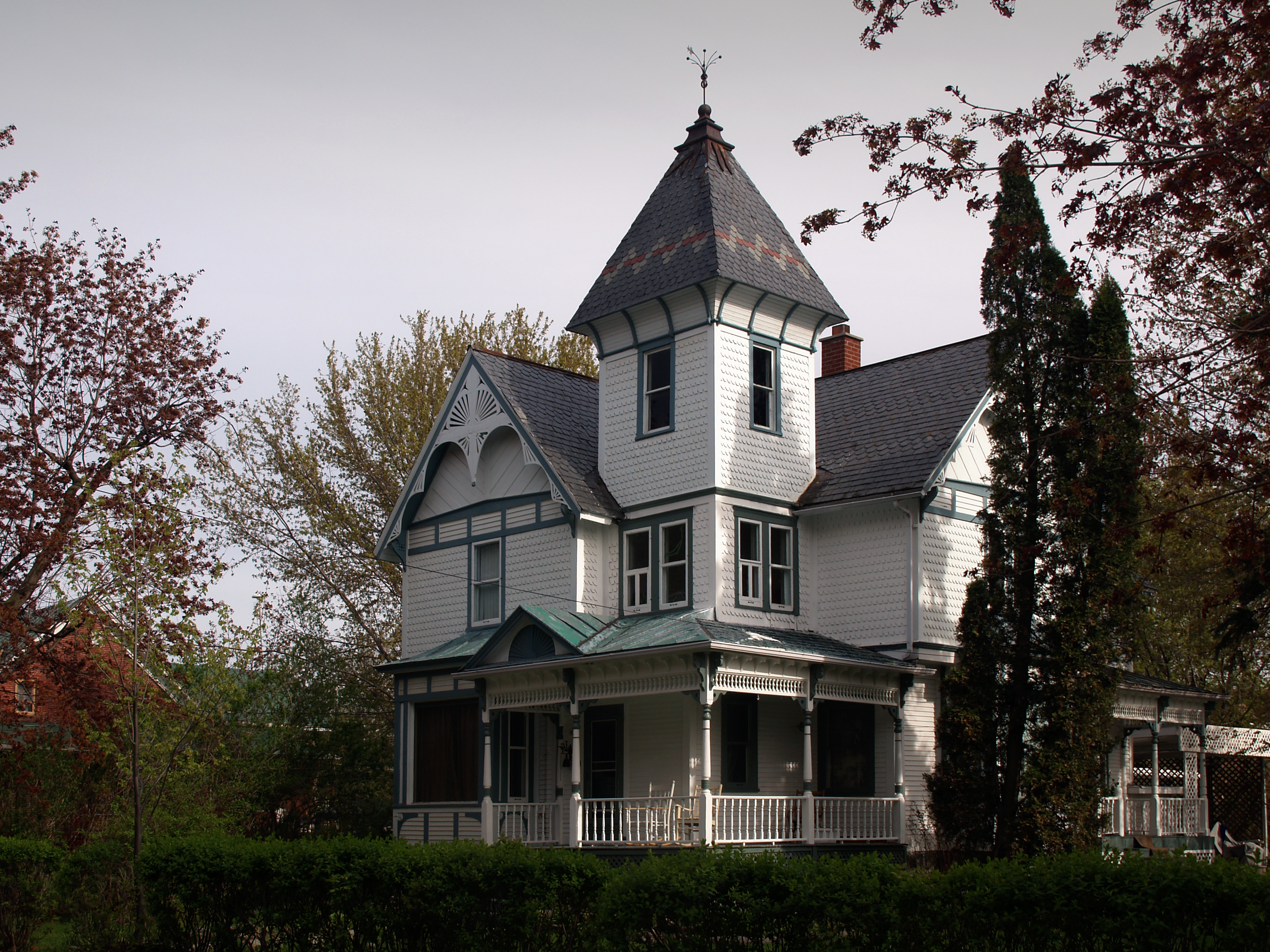
Exemple d'architecture victorienne
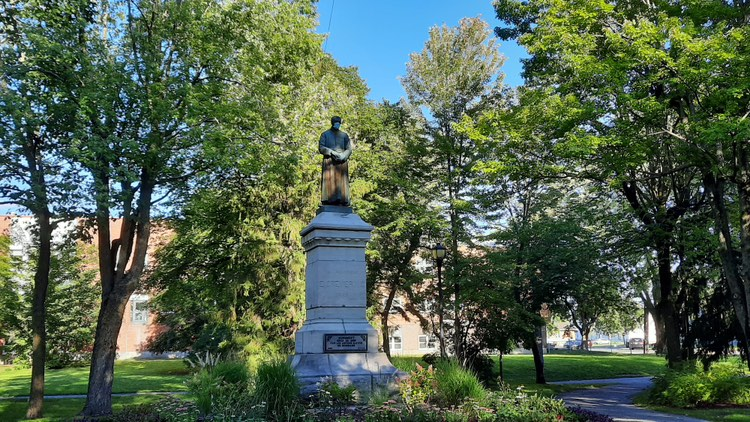
Parc Édouard-Crevier

## Personnalités
- Kevin Steen, lutteur québécois ayant lutté partout dans le monde et connu pour ses succès à la ROH et à la PWG aux États-Unis, et luttant présentement pour la WWE sous le nom de Kevin Owens, est originaire de Marieville.

- Étienne Boulay ancien joueur canadien de football, animateur de télévision et de radio et un entrepreneur Québécois.
- Thierry Larose, auteur-compositeur et interprète québécois de rock indépendant.